# Deutsches Architekturmuseum
Il Deutsches Architekturmuseum (abbreviato con l'acronimo di DAM) è un centro di architettura situato sul Museumsufer di Francoforte sul Meno.

## Descrizione
Ospitato in un edificio del XVIII secolo, l'interno è stato riprogettato dall'architetto Oswald Mathias Ungers nel 1984. Ospita al suo interno una mostra permanente dal titolo "Dalle antiche capanne ai grattacieli" che mostra la storia dello sviluppo dell'architettura in Germania.
Il museo organizza diverse mostre temporanee ogni anno, conferenze e simposi. Ha una collezione di circa 180 000 disegni architettonici e 600 modelli, tra cui opere di classici moderni e contemporanei come Erich Mendelsohn, Mies van der Rohe, Archigram e Frank O. Gehry. Vi si trova anche una biblioteca con circa 25 000 libri e riviste.

## Premi e riconoscimenti
- DAM Preis für Architektur in Deutschland
- Premio internazionale Highrise
- Premio DAM Architectural Book
- Europäischer Architekturfotografiepreis
- Premio europeo per lo spazio pubblico urbano